# Jürgen Lang
Jürgen Lang (* 28. Oktober 1943 in Konstanz) ist ein deutscher Romanist und Professor an der Friedrich-Alexander-Universität Erlangen-Nürnberg.

## Leben
Jürgen Lang studierte Geschichte und Romanistik in Tübingen und Paris. Von 1974 bis 1979 war er als Lektor des Deutschen Akademischen Austauschdienstes an der Universität Salamanca. Er legte die Pädagogische Prüfung für das Lehramt an Gymnasien in Baden-Württemberg ab und arbeitete anschließend als Studienassessor an einem Gymnasium in Rottenburg am Neckar. In den Jahren 1983 bis 1988 promovierte er an der Neuphilologischen Fakultät der Universität Tübingen, 1988/89 habilitierte Jürgen Lang im Fachbereich Neuere fremdsprachliche Philologien der Freien Universität Berlin. Von 1989 bis 2009 war er Professor für Romanische Philologie an der Universität Erlangen-Nürnberg.

## Schriften
- Sprache im Raum. Zu den theoretischen Grundlagen der Mundartforschung unter Berücksichtigung des Rätoromanischen und Leonesischen. Tübingen 1982,  ISBN 3-484-52185-6.
- Die französischen Präpositionen: Funktion und Bedeutung. Heidelberg 1991, ISBN 3-533-04223-5
- Die Ausgliederung der Sprachräume auf der Pyrenäenhalbinsel. Erlangen 1998.
- (Hrsg. mit Ingrid Neumann-Holzschuh) Reanalyse und Grammatikalisierung in den romanischen Sprachen. Niemeyer, Tübingen 1999. De Gruyter, Berlin 2016.
- (Hrsg.) Cabo Verde. Origens da sua sociedade e do seu crioulo. Actas do colóquio internacional, Erlangen-Nürnberg, 23–25 de Setembro de 2004. Narr, Tübingen 2006.
- Les langues des autres dans la créolisation. Théorie et exemplification par le créole d'empreinte wolof à l'île Santiago du Cap Vert. Narr, Tübingen 2009.
- A variação geográfica do crioulo caboverdiano. FAU University Press, Erlangen 2014.
- Die phonische Ausgliederung der Sprachräume auf der Pyrenäenhalbinsel. Ibykos, München 2017.
- Gramática do Crioulo da ilha de Santiago (Cabo Verde). FAU Erlangen 2018.
- Juba Arabic und Kinubi. Historische Entstehung und afrikanisches Erbe von zwei arabischen Kreolsprachen. FAU University Press, Erlangen 2023.